# مدرسة طب سانفورد في جامعة داكوتا الجنوبية
مدرسة طب سانفورد في جامعة داكوتا الجنوبية (بالإنجليزية: Sanford School of Medicine of the University of South Dakota)‏ هي إحدى الكليات لتدريس الطب في الولايات المتحدة الأمريكية. تقع في مدينة فيرمليون في ولاية داكوتا الجنوبية الأمريكية. نوع الشهادة الطبية التي يتم تحصيلها هناك هي دكتور في الطب.